# Oswulf di Northumbria
Oswulf (... – Market Weighton, 24 luglio 759) regnò sulla Northumbria dal 758 al 759, succedendo sul trono al padre Eadberht che aveva abdicato, ritirandosi poi in monastero.

## Biografia
Era nipote di Ecgbert, arcivescovo di York. Regnò per breve tempo: infatti fu assassinato nel giro di un anno da un servitore o una guardia del corpo a Market Weighton il 24 luglio 759. Il fratello Oswine sarebbe morto nell'agosto del 761 a Eldunum, presso Mailros, combattendo contro Æthelwald Moll, che era salito sul trono alla morte di Oswulf.

## Famiglia e figli
Egli ebbe come figli:
- Ælfwald I di Northumbria
- Osgifu (forse), che sposò Alhred di Northumbria